# Serie B 2023-2024 (pallavolo)
La Serie B 2023-2024 si è svolta dal 7 ottobre 2023 all'8 giugno 2024: al torneo hanno partecipato centodiciassette squadre di club italiane e una squadra di club sammarinese.

## Regolamento

### Formula
Le squadre, divise in nove gironi, hanno disputato un girone all'italiana, con gare di andata e ritorno, per un totale di ventisei giornate. Al termine della regular season:
- Le prime due classificate di ciascun girone hanno acceduto ai play-off promozione, che si sono svolti in tre fasi con le squadre raggruppate in tre rami (gironi A-B-C, gironi D-E-F, gironi G-H-I):
  - La prima classificata di ciascun girone ha acceduto alla prima fase. Per ogni ramo si è disputato un girone all'italiana di tre giornate: la prima classificata ha ottenuto la promozione in Serie A3, mentre le altre squadre hanno acceduto alla terza fase.
  - La squadra classificata al secondo posto di ciascun girone ha acceduto alla seconda fase. Per ogni ramo si è disputato un girone all'italiana di tre giornate e la vincente ha acceduto alla terza fase.
  - Seconda e terza classificata della prima fase e la vincente della seconda fase hanno acceduto alla terza fase disputata ancora con un girone all'italiana di tre giornate: la prima classificata è stata promossa in Serie A3.
- Le squadre classificate dal decimo al quattordicesimo posto di ogni girone sono retrocesse in serie C[2].

### Criteri di classifica
Se il risultato finale è stato di 3-0 o 3-1 sono stati assegnati 3 punti alla squadra vincente e 0 a quella sconfitta, se il risultato finale è stato di 3-2 sono stati assegnati 2 punti alla squadra vincente e 1 a quella sconfitta.
L'ordine del posizionamento in classifica è stato definito in base a:
- Punti;
- Numero di partite vinte;
- Ratio dei set vinti/persi;
- Ratio dei punti realizzati/subiti.

## Squadre partecipanti

### Girone A
- Alba
- Alto Canavese
- Biellese
- Caronno Pertusella
- Laghezza
- Parella
- RES
- Riviera Sanremo
- Sant'Anna
- Saronno
- Valdimagra
- Valli di Lanzo
- Yaka

### Girone B
- Almevilla
- Beach Club Offanengo
- Borore
- Cazzago
- Desio Brianza
- Grassobbio
- Milano II
- Montichiari
- PCG Bresso
- Scanzorosciate
- Stella Azzurra
- Valtrompia
- ZeroQuattro

### Girone C
- Aduna Padova
- Bassano
- Bolghera
- Campodarsego
- Futura Cordenons
- Massanzago
- Monselice
- Montecchio
- Padova II
- Povegliano
- Silvolley
- Trentino II
- Treviso
- Valsugana

### Girone D
- Anderlini
- Asola Remedello
- Canottieri Ongina
- Dossobuono
- Modena II
- San Martino
- Sassuolo
- Spezzanese
- Univolley
- Veneto
- Viadana
- Villa d'Oro
- You Energy II

### Girone E
- Beach & Park
- Dream Ravenna
- Forlì
- Macerata
- Libertas Osimo
- Lube II
- Nova Loreto
- Potentino
- 4 Torri Ferrara
- Rubicone In Volley
- Sabini
- San Severino
- The Begin Ancona

### Girone F
- Anguillara
- Arno
- Borgo Sansepolcro
- Camaiorese
- Civita Castellana
- Era
- Foligno
- Invicta
- Lupi Santa Croce II
- Orte
- Prato
- Sestese
- Tomei Livorno
- Tuscania

### Girone G
- Casoria
- Cisterna II
- Elisa Pomigliano
- Fenice Roma
- Genzano
- Lazio
- Meta
- Acli NFA
- Pallianus
- Rione Terra
- Roma 7
- Spike Devils
- Virtus Roma

### Girone H
- Afragola
- CUS Bari
- Green Galatone
- Grottaglie
- Leverano
- Marigliano
- Materdomini
- Modugno
- Molfetta
- New Gioia
- Pag Taviano
- Revolution Turi
- Ruffano

### Girone I
- Aquila Bronte
- Bisignano
- Callipo
- Ciclope Bronte
- Letojanni
- Next Atlas
- Papiro
- Paomar Siracusa
- Sicily Beach
- SportSpecialist
- Universal Catania
- Volo International

## Torneo

### Play-off promozione

#### Primo gruppo (gironi A-B-C)

##### Prima fase

###### Risultati
| Risultati |                              |     |                            |
|           |                              |     |                            |
| 18-05     | Trentino II - Scanzorosciate | 1-3 | 23-25, 25-23, 24-26, 16-25 |
| 22-05     | Sant'Anna - Trentino II      | 3-1 | 25-22, 25-18, 23-25, 26-24 |
| 25-05     | Scanzorosciate - Sant'Anna   | 3-0 | 25-22, 25-23, 25-19        |

###### Classifica
| Pos. | Squadra        | Pt | G | V | P | SV | SP | Ratio | PF  | PS  | Ratio |
| ---- | -------------- | -- | - | - | - | -- | -- | ----- | --- | --- | ----- |
| 1.   | Scanzorosciate | 6  | 2 | 2 | 0 | 6  | 1  | 6,000 | 174 | 152 | 1,145 |
| 2.   | Sant'Anna      | 3  | 2 | 1 | 1 | 3  | 4  | 0,750 | 163 | 164 | 0,994 |
| 3.   | Trentino II    | 0  | 2 | 0 | 2 | 2  | 6  | 0,333 | 177 | 198 | 0,894 |

      Promossa in Serie A3.
      Ammessa alla terza fase.

##### Seconda fase

###### Risultati
| Risultati |                                |     |                                   |
|           |                                |     |                                   |
| 22-05     | Milano II - Monselice          | 3-2 | 25-22, 24-26, 25-19, 22-25, 16-14 |
| 24-05     | Caronno Pertusella - Milano II | 3-0 | 25-19, 25-17, 25-20               |
| 26-05     | Monselice - Caronno Pertusella | 1-3 | 18-25, 25-21, 22-25, 20-25        |

###### Classifica
| Pos. | Squadra            | Pt | G | V | P | SV | SP | Ratio | PF  | PS  | Ratio |
| ---- | ------------------ | -- | - | - | - | -- | -- | ----- | --- | --- | ----- |
| 1.   | Caronno Pertusella | 6  | 2 | 2 | 0 | 6  | 1  | 6,000 | 171 | 141 | 1,213 |
| 2.   | Milano II          | 2  | 2 | 1 | 1 | 3  | 5  | 0,600 | 168 | 181 | 0,928 |
| 3.   | Monselice          | 1  | 2 | 0 | 2 | 3  | 6  | 0,500 | 191 | 208 | 0,918 |

      Ammessa alla terza fase.

##### Terza fase

###### Risultati
| Risultati |                                  |     |                            |
|           |                                  |     |                            |
| 01-06     | Caronno Pertusella - Sant'Anna   | 3-0 | 25-18, 25-16, 25-9         |
| 05-06     | Trentino II - Caronno Pertusella | 1-3 | 25-18, 22-25, 21-25, 31-33 |
| 08-06     | Sant'Anna - Trentino II          | 3-1 | 25-17, 25-20, 17-25, 26-24 |

###### Classifica
| Pos. | Squadra            | Pt | G | V | P | SV | SP | Ratio | PF  | PS  | Ratio |
| ---- | ------------------ | -- | - | - | - | -- | -- | ----- | --- | --- | ----- |
| 1.   | Caronno Pertusella | 6  | 2 | 2 | 0 | 6  | 1  | 6,000 | 176 | 142 | 1,239 |
| 2.   | Sant'Anna          | 3  | 2 | 1 | 1 | 3  | 4  | 0,750 | 136 | 161 | 0,845 |
| 3.   | Trentino II        | 0  | 2 | 0 | 2 | 2  | 6  | 0,333 | 185 | 194 | 0,954 |

      Promossa in Serie A3.

#### Secondo gruppo (gironi D-E-F)

##### Prima fase

###### Risultati
| Risultati |                             |     |                                   |
|           |                             |     |                                   |
| 18-05     | Tuscania - The Begin Ancona | 3-0 | 25-19, 25-21, 25-20               |
| 22-05     | Sassuolo - Tuscania         | 2-3 | 19-25, 25-21, 25-15, 26-28, 10-15 |
| 25-05     | The Begin Ancona - Sassuolo | 1-3 | 25-16, 22-25, 21-25, 25-27        |

###### Classifica
| Pos. | Squadra          | Pt | G | V | P | SV | SP | Ratio | PF  | PS  | Ratio |
| ---- | ---------------- | -- | - | - | - | -- | -- | ----- | --- | --- | ----- |
| 1.   | Tuscania         | 5  | 2 | 2 | 0 | 6  | 2  | 3,000 | 179 | 165 | 1,085 |
| 2.   | Sassuolo         | 4  | 2 | 1 | 1 | 5  | 4  | 1,250 | 198 | 197 | 1,005 |
| 3.   | The Begin Ancona | 0  | 2 | 0 | 2 | 1  | 6  | 0,167 | 153 | 168 | 0,911 |

      Promossa in Serie A3.
      Ammessa alla terza fase.

##### Seconda fase

###### Risultati
| Risultati |                              |     |                                   |
|           |                              |     |                                   |
| 18-05     | Libertas Osimo - Villa d'Oro | 3-1 | 25-17, 17-25, 25-16, 25-12        |
| 21-05     | Arno - Libertas Osimo        | 3-1 | 25-21, 25-27, 25-16, 25-18        |
| 25-05     | Villa d'Oro - Arno           | 2-3 | 19-25, 25-20, 25-16, 27-29, 13-15 |

###### Classifica
| Pos. | Squadra        | Pt | G | V | P | SV | SP | Ratio | PF  | PS  | Ratio |
| ---- | -------------- | -- | - | - | - | -- | -- | ----- | --- | --- | ----- |
| 1.   | Arno           | 5  | 2 | 2 | 0 | 6  | 3  | 2,000 | 205 | 191 | 1,073 |
| 2.   | Libertas Osimo | 3  | 2 | 1 | 1 | 4  | 4  | 1,000 | 174 | 170 | 1,024 |
| 3.   | Villa d'Oro    | 1  | 2 | 0 | 2 | 3  | 6  | 0,500 | 179 | 197 | 0,909 |

      Ammessa alla terza fase.

##### Terza fase

###### Risultati
| Risultati |                             |     |                                   |
|           |                             |     |                                   |
| 01-06     | Arno - Sassuolo             | 3-2 | 17-25, 25-21, 20-25, 25-21, 15-11 |
| 04-06     | The Begin Ancona - Arno     | 3-0 | 25-19, 25-18, 25-17               |
| 08-06     | Sassuolo - The Begin Ancona | 3-2 | 20-25, 25-13, 25-19, 19-25, 15-12 |

###### Classifica
| Pos. | Squadra          | Pt | G | V | P | SV | SP | Ratio | PF  | PS  | Ratio |
| ---- | ---------------- | -- | - | - | - | -- | -- | ----- | --- | --- | ----- |
| 1.   | The Begin Ancona | 4  | 2 | 1 | 1 | 5  | 3  | 1,667 | 169 | 158 | 1,070 |
| 2.   | Sassuolo         | 3  | 2 | 1 | 1 | 5  | 5  | 1,000 | 207 | 196 | 1,056 |
| 3.   | Arno             | 2  | 2 | 1 | 1 | 3  | 5  | 0,600 | 156 | 178 | 0,876 |

      Promossa in Serie A3.

#### Terzo gruppo (gironi G-H-I)

##### Prima fase

###### Risultati
| Risultati |                                |     |                                  |
|           |                                |     |                                  |
| 18-05     | Grottaglie - SportSpecialist   | 3-1 | 25-21, 25-19, 22-25, 25-18       |
| 21-05     | Spike Devils - Grottaglie      | 3-2 | 25-22, 20-25, 25-20, 24-26, 15-7 |
| 25-05     | SportSpecialist - Spike Devils | 1-3 | 23-25, 26-28, 25-17, 25-27       |

###### Classifica
| Pos. | Squadra         | Pt | G | V | P | SV | SP | Ratio | PF  | PS  | Ratio |
| ---- | --------------- | -- | - | - | - | -- | -- | ----- | --- | --- | ----- |
| 1.   | Spike Devils    | 5  | 2 | 2 | 0 | 6  | 3  | 2,000 | 206 | 199 | 1,035 |
| 2.   | Grottaglie      | 4  | 2 | 1 | 1 | 5  | 4  | 1,250 | 197 | 192 | 1,026 |
| 3.   | SportSpecialist | 0  | 2 | 0 | 2 | 2  | 6  | 0,333 | 182 | 194 | 0,938 |

      Promossa in Serie A3.
      Ammessa alla terza fase.

##### Seconda fase

###### Risultati
| Risultati |                              |     |                                   |
|           |                              |     |                                   |
| 18-05     | Pag Taviano - Genzano        | 3-1 | 25-23, 20-25, 25-18, 25-22        |
| 22-05     | Ciclope Bronte - Pag Taviano | 2-3 | 29-27, 25-16, 20-25, 16-25, 12-15 |
| 25-05     | Genzano - Ciclope Bronte     | 3-1 | 25-16, 25-16, 22-25, 25-14        |

###### Classifica
| Pos. | Squadra        | Pt | G | V | P | SV | SP | Ratio | PF  | PS  | Ratio |
| ---- | -------------- | -- | - | - | - | -- | -- | ----- | --- | --- | ----- |
| 1.   | Pag Taviano    | 5  | 2 | 2 | 0 | 6  | 3  | 2,000 | 203 | 190 | 1,068 |
| 2.   | Genzano        | 3  | 2 | 1 | 1 | 4  | 4  | 1,000 | 185 | 166 | 1,114 |
| 3.   | Ciclope Bronte | 1  | 2 | 0 | 2 | 3  | 6  | 0,500 | 173 | 205 | 0,844 |

      Ammessa alla terza fase.

##### Terza fase

###### Risultati
| Risultati |                               |     |                            |
|           |                               |     |                            |
| 01-06     | Pag Taviano - Grottaglie      | 3-1 | 21-25, 25-21, 25-15, 25-17 |
| 04-06     | SportSpecialist - Pag Taviano | 3-0 | 25-19, 30-28, 25-20        |
| 08-06     | Grottaglie - SportSpecialist  | 0-3 | 25-27, 19-25, 19-25        |

###### Classifica
| Pos. | Squadra         | Pt | G | V | P | SV | SP | Ratio | PF  | PS  | Ratio |
| ---- | --------------- | -- | - | - | - | -- | -- | ----- | --- | --- | ----- |
| 1.   | SportSpecialist | 6  | 2 | 2 | 0 | 6  | 0  | MAX   | 157 | 130 | 1,208 |
| 2.   | Pag Taviano     | 3  | 2 | 1 | 1 | 3  | 4  | 0,750 | 163 | 158 | 1,032 |
| 3.   | Grottaglie      | 0  | 2 | 0 | 2 | 1  | 6  | 0,167 | 141 | 173 | 0,815 |

      Promossa in Serie A3.

## Verdetti

### Squadre promosse
- Caronno Pertusella
- Scanzorosciate
- Spike Devils
- SportSpecialist
- The Begin Ancona
- Tuscania

### Squadre retrocesse
- Aduna Padova
- Afragola
- Almevilla
- Anderlini
- Biellese
- Borgo Sansepolcro
- Borore
- Campodarsego
- Cisterna II
- Dream Ravenna
- Fenice Roma
- Foligno
- Forlì

- Futura Cordenons
- Lube II
- Massanzago
- Materdomini
- Modugno
- Acli NFA
- Orte
- Padova II
- Pallianus
- Papiro
- Prato
- RES

- Revolution Turi
- Riviera Sanremo
- San Severino
- Sicily Beach
- Spezzanese
- Stella Azzurra
- Tomei Livorno
- Universal Catania
- Valdimagra
- Valtrompia
- Veneto
- You Energy II